# كولومبيا هايتس

## التركيبة السكانية
قام مكتب تعداد الولايات المتحدة بتحديد بيانات التركيبة السكانية لكولومبيا هايتسفي تعداد الولايات المتحدة. في ما يلي، التركيبة السكانية حسب تعدادي 2000 و2010.

### تعداد عام 2000
بلغ عدد سكان كولومبيا هايتس 18,520 نسمة بحسب تعداد عام 2000، وبلغ عدد الأسر 8,033 أسرة وعدد العائلات 4,731 عائلة مقيمة في المدينة.
وتوزع التركيب العرقي للمدينة بنسبة 87.39% من البيض و1.64% من الأمريكيين الأصليين و3.46% من الأمريكيين ذوي الأصول الآسيوية و0.01% من سكان جزر المحيط الهادئ و3.62% من الأمريكيين الأفارقة و2.59% من عرقين مختلطين أو أكثر.
بلغ عدد الأسر 8,033 أسرة كانت نسبة 23.8% منها لديها أطفال تحت سن الثامنة عشر تعيش معهم، وبلغت نسبة الأزواج القاطنين مع بعضهم البعض 43.2% من أصل المجموع الكلي للأسر، ونسبة 11.0% من الأسر كان لديها معيلات من الإناث دون وجود شريك، وكانت نسبة 41.1% من غير العائلات. تألفت نسبة 34.0% من أصل جميع الأسر من أفراد ونسبة 15.2% كانوا يعيش معهم شخص وحيد يبلغ من العمر 65 عاماً فما فوق. وبلغ متوسط حجم الأسرة المعيشية 2.93، أما متوسط حجم العائلات فبلغ 2.29.
بلغ العمر الوسطي للسكان 39 عاماً. وكانت نسبة 8.6% بين الثامنة عشر والأربعة وعشرون عاماً، ونسبة 30.0% كانت واقعةً في الفئة العمرية ما بين الخامسة والعشرين حتى الرابعة والأربعين عاماً، ونسبة 21.9% كانت ما بين الخامسة والأربعين حتى الرابعة والستين، ونسبة 18.7% كانت ضمن فئة الخامسة والستين عاماً فما فوق. يوجد لكل 100 أنثى 92.3 ذكر، ويوجد لكل 100 أنثى في الثامنة عشر من عمرها فما فوق 90.1 ذكر.
بلغ متوسط دخل الأسرة في المدينة 40,562 دولار، أما متوسط دخل العائلة فبلغ 50,610 دولار. وكان متوسط دخل الذكور 35,092 دولار مقابل 28,993 دولار للإناث. وسجل دخل الفرد الخاص بالمدينة 21,368 دولار. وكانت نسبة 3.9% من العائلات ونسبة 6.4% من السكان تحت خط الفقر، وكان من هؤلاء نسبة 8.6% تحت سن الثامنة عشر ونسبة 5.6% في الخامسة والستين من العمر وما فوق.

### تعداد عام 2010
بلغ عدد سكان كولومبيا هايتس 19,496 نسمة بحسب تعداد عام 2010، وبلغ عدد الأسر 7,926 أسرة وعدد العائلات 4,558 عائلة مقيمة في المدينة. في حين سجلت الكثافة السكانية 5,717.3 نسمة لكل ميل مربع (2,207.5/كم2). وبلغ عدد الوحدات السكنية 8,584 وحدة بمتوسط كثافة قدره 2,517.3 لكل ميل مربع (971.9/كم2).
وتوزع التركيب العرقي للمدينة بنسبة 69.7% من البيض و1.5% من الأمريكيين الأصليين و4.8% من الأمريكيين ذوي الأصول الآسيوية و0.1% من سكان جزر المحيط الهادئ و13.5% من الأمريكيين الأفارقة و4.3% من عرقين مختلطين أو أكثر.
بلغ عدد الأسر 7,926 أسرة كانت نسبة 27.7% منها لديها أطفال تحت سن الثامنة عشر تعيش معهم، وبلغت نسبة الأزواج القاطنين مع بعضهم البعض 38.5% من أصل المجموع الكلي للأسر، ونسبة 13.0% من الأسر كان لديها معيلات من الإناث دون وجود شريك، بينما كانت نسبة 6.0% من الأسر لديها معيلون من الذكور دون وجود شريكة وكانت نسبة 42.5% من غير العائلات. تألفت نسبة 34.5% من أصل جميع الأسر من أفراد ونسبة 13.4% كانوا يعيش معهم شخص وحيد يبلغ من العمر 65 عاماً فما فوق. وبلغ متوسط حجم الأسرة المعيشية 3.15، أما متوسط حجم العائلات فبلغ 2.44.
بلغ العمر الوسطي للسكان 36.9 عاماً. وكانت نسبة 22.9% من القاطنين تحت سن الثامنة عشر، وكانت نسبة 8.1% بين الثامنة عشر والأربعة وعشرون عاماً، ونسبة 29.2% كانت واقعةً في الفئة العمرية ما بين الخامسة والعشرين حتى الرابعة والأربعين عاماً، ونسبة 24.5% كانت ما بين الخامسة والأربعين حتى الرابعة والستين، ونسبة 15.5% كانت ضمن فئة الخامسة والستين عاماً فما فوق. وتوزع التركيب الجنسي للسكان بنسبة 48.5% ذكور و51.5% إناث.

## كولومبيا هايتس، مينيسوتا
كولومبيا هايتس هي مدينة في مقاطعة أنوكا، ولاية مينيسوتا، الولايات المتحدة الأمريكية. اعتبارا من تعداد عام 2000، بلغ عدد سكان المدينة 18520. الطرق الرئيسية السريعة في كولومبيا هايتس في ولايةمينيسوتا هي طريق 47 (شارع الجامعة) و65 (الشارع الرئيسي).